# Thibodaux
Thibodaux è una città degli Stati Uniti d'America, capoluogo della Parrocchia di Lafourche nello Stato della Louisiana.
Si estende su una superficie di 14,2 km² e nel censimento del 2000 contava 14.431 abitanti (1.018,1 per km²), passati secondo una stima del 2007 a 14.158.
Quando nel 1830 ottenne lo status di City si chiamava Thibodauxville in onore di Henry Schuyler Thibodaux, padrone della piantagione locale e già governatore della Louisiana. Assunse il nome di Thibodeaux nel 1838 e nel 1918 quello attuale di Thibodaux.